# Парламентское расследование
Парламентское расследование — форма и способ парламентского контроля, предусмотренная законодательством ряда стран. Право парламента на проведение такого расследования осуществляется через создание палатами специализированных комиссий парламента по расследованию преступлений особой общественной значимости.
Формально и содержательно парламентское расследование значительно отличается от расследования, проводимого уполномоченными на то органами государства. Парламент в ходе расследования не может принимать решений, имеющих уголовно-правовые последствия, а может лишь констатировать нарушения закона и передать материалы компетентным структурам, которые обязаны их рассмотреть и в случае необходимости провести уже полноценное расследование.
В двухпалатных парламентах комиссии по расследованию создаются в обеих палатах. Крайне широкими возможностями для парламентского расследования обладает Конгресс США. Проводящие расследования комитеты, подкомитеты и специальные комиссии обеих его палат вправе запрашивать любые документы и материалы и вызывать повесткой любое лицо, включая президента. Вызванное лицо может быть допрошено как свидетель. Собранные в ходе расследования сведения кладутся комитетом или комиссией в основу доклада, направляемого в Палату представителей или Сенат. Последствием парламентского расследования в отношении президента может стать процедура импичмента.

## В России
В России институт парламентского расследования введён федеральным законом N 196-ФЗ «О парламентском расследовании Федерального Собрания Российской Федерации» от 27 декабря 2005. Предмет парламентского расследования, согласно этому закону, ограничен грубым или массовым нарушением конституционных прав и свобод и обстоятельствами, связанными с природными и техногенными катастрофами. При этом прямо оговаривается, что парламентскому расследованию не может подвергаться деятельность президента России. 
Первое парламентское расследование планировалось провести по делу о конфликте в Сагре. Тогда Совет Федерации поручил сенаторам от Свердловской области Росселю и Чернецкому начать сбор необходимых материалов, однако вскоре большая часть подозреваемых была задержана, и парламентское расследование не потребовалось.
О возможном инициировании парламентского расследования в связи с фальсификациями на думских выборах 2011 заявляют лидеры оппозиционных партий Справедливая Россия, КПРФ и ЛДПР Сергей Миронов, Геннадий Зюганов и Владимир Жириновский.
В октябре 2021 года фракцией КПРФ в Государственной Думе было предложено провести парламентское расследование пыток в тюрьмах и СИЗО Саратовской, Владимирской и Иркутской областей, информация о которых стала широко доступна благодаря публикации проектом Gulagu.net архива с видеозаписями пыток. Во фракции Единой России, обладающей в Думе большинством, инициативу не поддержали, сославшись на то, что парламентское расследование может оказать влияние на следственные действия и расследование, начатое правоохранительными органами. В итоге предложение было отклонено на голосовании 261 голосами против при 96 голосах за и одном воздержавшемся депутате.